# Ernest Clark (Leichtathlet)
Ernest Clark (Frederick Ernest „Ernie“ Clark; * 25. März 1898 in Morden, London; † September 1993) war ein britischer Geher.
Bei den Olympischen Spielen 1924 in Paris wurde er Sechster im 10.000-Meter-Gehen in 49:59,2 min.